# María Peláez
María Peláez Navarrete (Málaga, 13 de noviembre de 1977) es una  ex nadadora española, especializada en el estilo mariposa. Retirada en 2010, participó en cinco Olimpiadas (Barcelona 1992, Atlanta 1996, Sídney 2000, Atenas 2004 y Pekín 2008. Fue campeona de Europa en la prueba de 200 metros mariposa durante el Campeonato Europeo de Natación de 1997.

## Biografía
Hija de Miguel Ángel Peláez González, abogado, y de Esperanza Navarrete Merino, A.T.S. Es la cuarta de cinco hermanos: Esperanza, Cristina, Miguel Ángel,  María y Alicia.
Estudió en la Guardería Infantil San Ignacio, Colegio de la Asunción y Colegio Cerrado de Calderón, todos de Málaga. Estudió INEF en Madrid, donde residió en la residencia Joaquín Blume, becada por la Real Federación Española de Natación.
Tuvo su primer contacto con la natación en el Club el Candado, donde asistió, “de la mano” de sus hermanas mayores, entonces nadadoras, Esperanza y Cristina, a un cursillo de aprendizaje a los cinco años.
Tras un periodo en el equipo de dicho club, con 10 años pasó al Real Club Mediterráneo, donde más tarde su entrenador, D. Antonio Luis Gómez Moreno, le aconsejó solicitar y gestionó una beca de estudios y entrenamiento en el entonces Centro de Alto Rendimiento para nadadores de categorías Junior e Infantil de la Federación Española de Natación en el Colegio Cerrado de Calderón, donde entrenó con D. Fernando Tejero Vivó y permaneció hasta la temporada 96-97, tras la que se trasladó a Madrid, entrenando siempre desde entonces bajo las órdenes de éste técnico, nombrado en repetidas ocasiones Mejor Entrenador Nacional
El año 2001 y 2002 pasó a entrenar con Juan Carlos Gutiérrez, y en el 2003 María se trasladó a Verona (Italia) para entrenar con el técnico del país Castagnetti, y así volver a relanzar su carrera. Los resultados dieron su fruto al conseguir la participación del Mundial de Barcelona 2003 y en la olimpiada de Atenas 04, la que sería su 4a olimpiada.
La temporada 04-05 María entrenó con el equipo de Paulus Wildeboer, mientras que la temporada 05-06 lo hizo junto al equipo de Joan Fortuny García de la Cruz, entrenadores por entonces de la RFEN en la Blume de Madrid, retirándose de la competición en 2010.
La deportista ha sido galardonada con la Real Orden del Mérito Deportivo en la categoría de Medalla de Oro (2011), Medalla de la Provincia de Málaga (2009), Medalla de Andalucía (2010), y nombrada Hija Predilecta de Málaga (1998).

## Palmarés internacional
| Campeonato Europeo de Natación | Campeonato Europeo de Natación | Campeonato Europeo de Natación | Campeonato Europeo de Natación |
| Año                            | Lugar                          | Medalla                        | Prueba                         |
| ------------------------------ | ------------------------------ | ------------------------------ | ------------------------------ |
| 1995                           | Viena (Austria)                | Medalla de bronce              | 4 × 100 m estilos              |
| 1997                           | Sevilla (España)               | Medalla de oro                 | 200 m mariposa                 |
| 1999                           | Estambul (Turquía)             | Medalla de plata               | 200 m mariposa                 |
|                                |                                |                                |                                |

## Premios, reconocimientos y distinciones

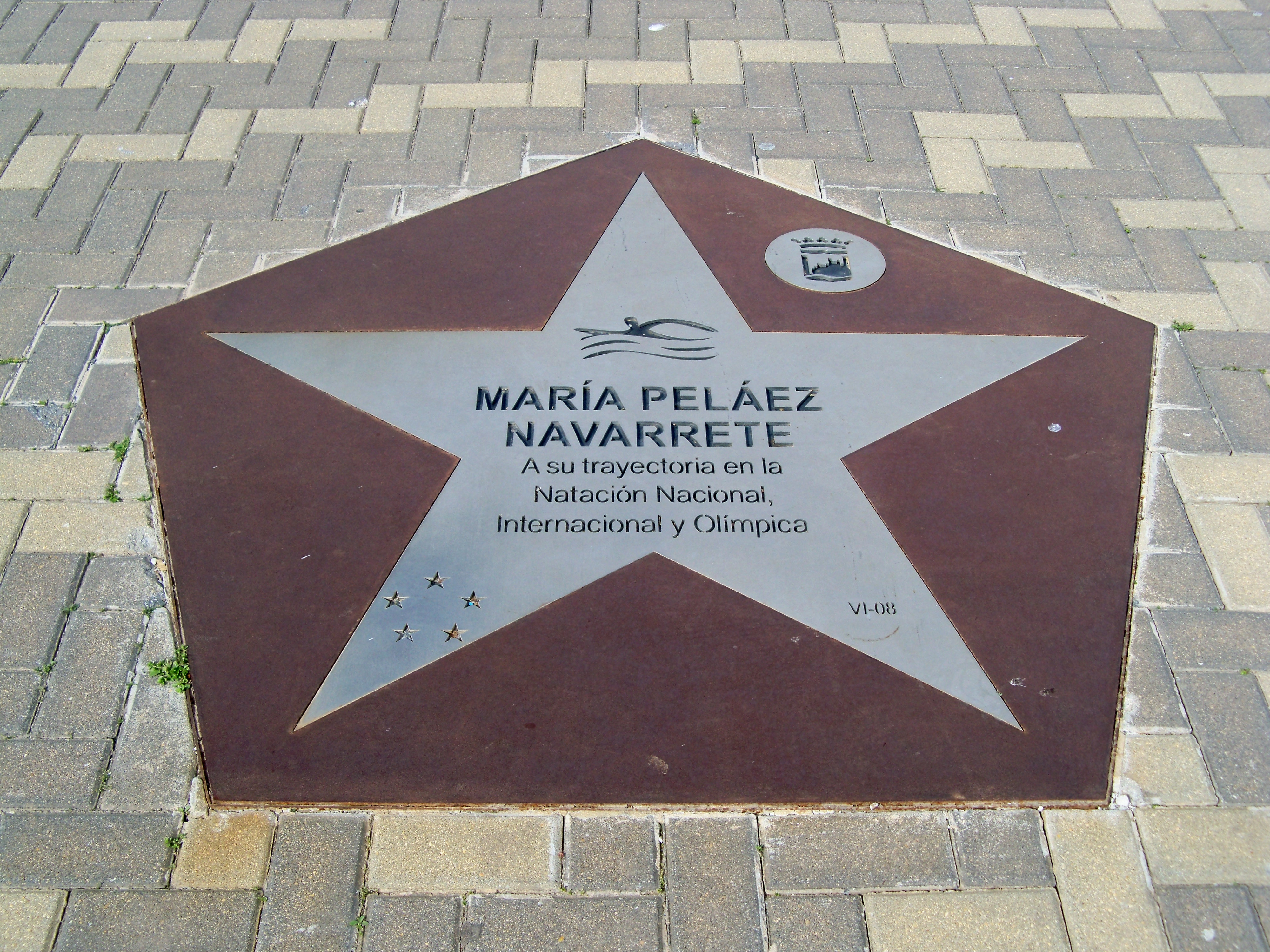
Placa conmemorativa a María Peláez en el Paseo de las Estrellas del Deporte de Málaga.

- Medalla de Oro de la Real Orden del Mérito Deportivo, otorgada por el Consejo Superior de Deportes (2011).[4]
- Medalla de oro de la provincia de Málaga 2009, otorgada por la Diputación provincial de Málaga.
- En 2008, el Ayuntamiento de Málaga le dedicó una placa en el Paseo de las Estrellas del Deporte de Málaga en reconocimiento a su trayectoria deportiva.